# The Elder Scrolls: Arena
The Elder Scrolls: Arena är det första spelet i The Elder Scrolls-serien skapat av Bethesda Softworks. Spelet är ett förstapersonsrollspel till MS-DOS och släpptes 1994. En gratis nedladdningsbar version av spelet släpptes 2004.
Handlingen utspelar sig, likt spelets efterföljare, i den fiktiva världen Tamriel där kejsaren över imperiet i Tamriel har blivit tillfångatagen av fienden Jagar Tharn.

## Handling
Spelet tar sin början i en fängelsehåla efter att Jagar Tharn, en kejserlig stridsmagiker (Battlemage), tillfångatagit kejsaren Uriel Septim VII och satt honom i en annan dimension, för att i kejsarens skepnad själv styra kejsardömet. Det enda sättet att få den riktiga kejsaren tillbaka är att finna de åtta bitarna av kaosets stav (the Staff of Chaos).
Med hjälp av Jagar Tharns mördade lärling, Ria Silmane, lyckas man fly från fängelset för att teleporteras ut i Tamriel genom en skiftportal (shift gate). Under jakten efter bitarna av kaosets stav hjälper Ria till genom drömmar och varje gång man finner en bit berättar hon på så vis var nästa bit finns. När man funnit alla åtta bitar slåss man mot Jagar Tharn i imperiets huvudstad Imperial City.

## Speltyp
The Elder Scrolls: Arena spelas genom ett förstapersonsperspektiv. Man slåss med vapen genom att med musen dra markören över skärmen. Magi använder man dock genom en särskild meny för att sedan markera vilken magi man använder och vilken fiende man attackerar. Detta gör det svårt att ha en magibaserad karaktär i spelet.
Det är möjligt att gå genom hela Tamriel men då spelet är oerhört stort går det mycket fortare att snabb-resa, vilket man måste göra för att ta sig förbi sjöar. Spelet innehåller flera hundra städer, grottor och NPC:s.